# Mirza Koutchak Khan

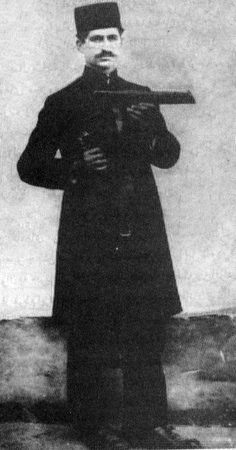
Mirza Koutchek Khan avant la rébellion (env. 1914).

Mirza Koutchak Khan (en persan : ميرزا كوچك خان / Mirzâ Kučak Xân, aussi transcrit Koutchek, Kutchak, Kutchek, Kuchak), né le 12 octobre 1880 à Racht et mort le 2 décembre 1921 à Ardabil, est un héros national de l'histoire moderne perse. Le fondateur d'un mouvement révolutionnaire basé dans les forêts du Guilan au nord de l'Iran qui est connu sous le nom de mouvement Djangal (« forêt »). Ce soulèvement a commencé en 1914 et est resté actif contre les ennemis internes et étrangers jusqu'en 1921 quand le mouvement fut vaincu.

## Jeunesse
Koutchak Khan est né sous le prénom de Younès dans la ville de Racht au nord de l'Iran en 1880. Fils d'un mirza bozorg (signifiant « grand prince » en persan), il fut surnommé mirza koutchak (signifiant « petit prince »). Il étudie la théologie (c'était quasiment la seule éducation formelle à l'époque) afin de devenir membre du clergé à Jame Racht puis dans les écoles Mahmoudiyeh à Téhéran. À la veille de la révolution constitutionnelle de l'Iran, il abandonne ses études pour suivre le mouvement, comme le reste de l'intelligentsia et des gens ordinaires qui s'impliquaient alors beaucoup en politique. Finalement, dans un décret impérial du Chah de Perse, Mozaffar al-Din Chah donne son accord à l'établissement d'une monarchie constitutionnelle en août 1906.
Cependant, la société féodale qui dirigeait le pays à l'époque n'était pas prête à abandonner ses privilèges et à respecter le parlement nouvellement élu. En juin 1908, le parlement fut fermé pendant un coup d'État organisé par le nouveau monarque, Mohammad Ali Chah. Les brigades cosaques de Perse sous le commandement du colonel Liakhov aux ordres du Chah bombardèrent le parlement et arrêtèrent les combattants pour la liberté et leurs dirigeants, ainsi que des députés et des journalistes. Des soulèvements ont suivi dans tout le pays, particulièrement à Tabriz et à Racht. Pendant le soulèvement de Tabriz, Koutchak Khan a essayé de joindre les forces de Sattar Khan, mais fut incapable de participer activement à cause d'une maladie. Il fut blessé dans la guerre constitutionnaliste et dut voyager jusqu'à Bakou et Tiflis pour recevoir des soins médicaux.
Après une période de dictature renouvelée et sanglante appelée la dictature courte (ou Autocratie moindre), finalement, en juillet 1909, les forces nationales révolutionnaires du Gilan et du centre de l'Iran (les tribus bakhtiaries) étaient unies pour attaquer et conquérir la capitale, Téhéran. Mirza Koutchak Khan était un des commandants subalternes de la force qui a envahi la capitale depuis le nord (sous le commandement de Sepahdar Aazam Mohammad Vali Khan Tonekaboni).

## Mouvement Jangal

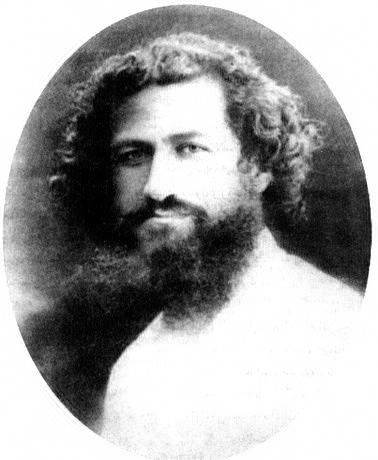
Dernière photo de Mirza Koutchek Khan (1920 ou 1921).

Malheureusement, étant donné le manque d'expérience de penseurs et d'activistes de l'époque d'une part et la force des représentants de l'autocratie à l'époque, les mêmes classes privilégiées et leurs représentants politiques ont pris le pouvoir dans le nouveau régime. Les combattants pour la liberté n'étaient pas satisfaits et furent désarmés, parfois en utilisant la force. Pendant de temps-là, les manipulations politiques internes et externes du pays par la Russie tsariste et la Grande-Bretagne ont augmenté les souffrances du peuple et causé des troubles sociaux.
C'est durant cette période tumultueuse que Mirza Koutchak Khan, en collaboration avec la Société de l'Union Islamique, a lancé les soulèvements dans les forêts au nord de l'Elbourz, sur la côté sud de la mer Caspienne. Le retour de Mirza Koutchak Khan à Racht n'a pas été facile car il avait été expulsé du Gilan par le consulat russe pour une durée de cinq ans. La cause qu'il défendait était un mélange de celle de la bourgeoisie nationale nouvellement formée ainsi que des mouvements paysans, ce qui lui permit de gagner un fort soutien juste après le lancement du mouvement. Les forces Jangal (appelées localement Jangalis, c’est-à-dire « les gens de la forêt » en persan) ont battu les forces gouvernementales locales et russes, ce qui a augmenté leur prestige et leur réputation de sauveur potentiel des idées de la révolution constitutionnelle.
Le 12 juin 1918 eut lieu à Manjil une bataille entre les troupes Jangali et une force conjointe britannique et russe (forces blanches). Cette dernière (commandée par le général Lionel Dunsterville et le colonel Lazare Bichérakhov) bien qu'essayant officiellement juste d'organiser le retour de soldats russes sur leur territoire d'origine, était en réalité en train de planifier un passage par Manjil afin de rejoindre la mer Caspienne pour atteindre Bakou et combattre la commune de Bakou (menée par Stepan Chahoumian). Les journaux et notes personnelles du général Dunsterville, dont celles conservées lors de son commandement de la mission Dunsterforce dans le nord de l'Iran et à Bakou, ont été transcrites par son arrière-petite-fille et sont conservées dans l'archive des documents primaire de la Grande Guerre. Les troupes de Mirza Koutchak Khan ont été battues lors de cette guerre à cause de l'utilisation d'artillerie, de véhicules blindés et d'avions par les troupes alliées. Le commandant sur le terrain de Mirza était un officier allemand (major Von Paschen) qui avait rejoint le mouvement après avoir été relâché par les Britanniques de leur prison à Racht.
Le mouvement Jangal fut accéléré et gagna de l'importance après la révolution russe de 1917 et la victoire des bolchéviques en Russie. En mai 1920, la marine soviétique commandée par Fyodor F. Raskolnikov, accompagné de Grigory Ordjonikidzé sont entrés dans le port d'Anzali. Cette mission était censée être destinée à récupérer les vaisseaux et les munitions amenées à Anzali par les forces blanches du général contre-révolutionnaire Dénikine qui avait obtenu l'asile de forces britanniques à Anzali.

## République socialiste du Gilan
Mirza Koutchak Khan a accepté de coopérer avec les bolcheviks russes sous certaines conditions, dont celle de l'annonce de la République socialiste du Gilan (aussi connue sous le nom de République rouge de la jungle) sous sa direction et sans intervention directe des soviets dans les affaires internes de la république. Cependant, des désagréments sont vite apparus entre Mirza et ses conseillers d'une part et les soviets et le Parti communiste iranien (créé à partir du parti Edalah basé à Bakou). Les efforts de Mirza pour résoudre les disputes sanglantes en envoyant une pétition par une délégation de deux de ses hommes à Lénine n'ont pas eu de résultat. En 1921, et particulièrement après l'accord entre l'Union soviétique et la Grande-Bretagne, les soviets ont décidé de ne plus soutenir la République socialiste du Gilan. Par la suite, les forces du gouvernement iranien menées par Réza Khan ont écrasé les forces dispersées de la république de la jungle.

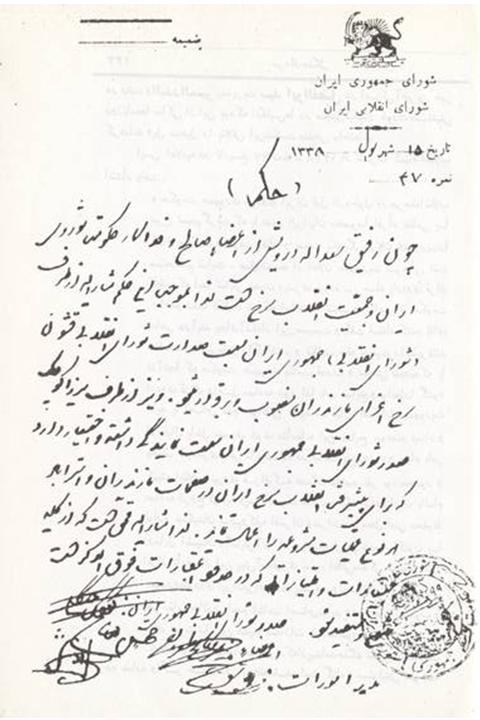
"Camarade Saadollah Darvich" est nommé président du conseil révolutionnaire (commissaire) des forces de la province de Mazandaran. La lettre est signée de Mirza Koutchak Khan (sa signature usuelle est Koutchak-e Jangali c.à.d "Koutchak de la Jungle") et d'autres membres du "Conseil révolutionnaire de la république d'Iran", 1920. Le ton et la terminologie utilisés dans cette lettre montrent la ferveur révolutionnaire de l'époque.

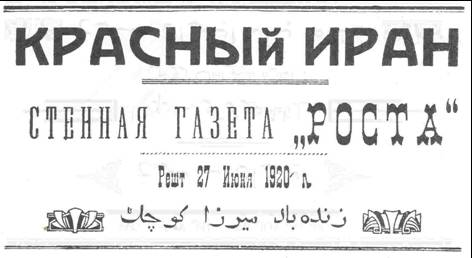
Le "Journal mural" Rousta (village) en persan et en russe annonce : "Iran rouge, Racht 27 juin 1920, Longue vie à Mirza Koutchek", en l'honneur de Mirza Koutchek Khan et en célébration de la nouvellement annoncée République socialiste du Gilan.

## La mort de Mirza

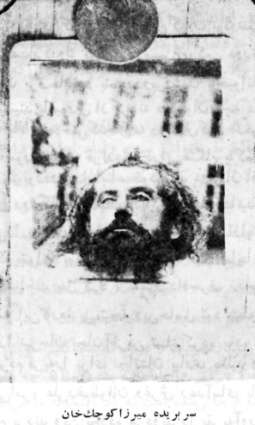
Mirzasar

Mirza et son compagnon Gauck (un Allemand de Russie), abandonnés dans les monts Khalkhal, moururent de froid. Son corps fut décapité par un seigneur local et sa tête fut exposée à Racht afin d'établir l'hégémonie du nouveau gouvernement sur la révolution et les idées révolutionnaires. Cet évènement marqua la fin d'une époque pour l'histoire iranienne dans le cadre de sa lutte pour la liberté et la prospérité.

## Analyse historique
Les historiens ont tenté d'analyser les facteurs qui ont contribué à l'échec du mouvement de la Jungle. Certaines des études principales incluant celles de Grégor Yéghikian et Ebrahim Fakhrayi (ministre de la culture du cabinet de Mirza pendant la république rouge) suggèrent qu'à la fois les actions extrémistes du parti communiste (Edalat) qui provoquèrent des sentiments religieux d'opposition dans le public ainsi que les vues conservatrices et parfois religieuses de Mirza Koutchak Khan à propos de la collaboration avec le parti communiste auraient été des facteurs possibles de cet échec.
Il a aussi été suggéré que le changement de politique du côté soviétique à propos de la poursuite d'une révolution globale (tel quel soutenu par Trotsky) en opposition à l'établissement et à la protection de l'Union soviétique naissante était la raison principale du retrait de leur soutien à la république du Gilan. La seconde option (établissement de l'Union soviétique) ayant eu l'avantage, les Soviétiques signent un traité avec les Britanniques à Londres en 1921, traité qui nécessita de se retirer du nord de l'Iran. La correspondance entre Theodore Rothstein, l'ambassadeur soviétique à Téhéran et Mirza Koutchak Khan soutient clairement ce point de vue. Rothstein a aussi essayé d'envoyer son message de paix aux officiers soviétiques faisant partie de la force militaire d’Ehsanollah Khan qui était en route vers Qazvin, mais ils n'ont pas respecté ses ordres et furent ensuite battus.